# Марсилия щетинистая
Марсилия щетинистая (лат. Marsilea strigosa) — представитель водных папоротников из семейства Марсилиевые (Marsileaceae). Произрастает на территории России, в том числе в Астраханской, Волгоградской, Саратовской областях и Алтайском крае. Растет по берегам рек и озёр.

## Ботаническое описание
Красивое растение с горизонтальным стеблем и поднимающимися от него на длинных черешках листьями, похожими на листья клевера. Один побег, посаженный в грунт, вскоре дает другие побеги, которые при ярком свете и невысоком уровне воды быстро закрывают дно. Зимой растение замедляет свой рост.

## В культуре
Оптимальная температура содержания + 15 +20 °C, но растение чувствует себя хорошо и при более высокой температуре. Предпочитает естественный свет, но может расти и при искусственном.